# Lartington
Lartington är en ort och civil parish i Storbritannien.   Den ligger i kommunen Durham i riksdelen England, i den centrala delen av landet, 400 km norr om huvudstaden London. Lartington ligger 213 meter över havet och antalet invånare är 135.
Terrängen runt Lartington är platt åt sydost, men åt nordväst är den kuperad. Runt Lartington är det ganska glesbefolkat, med 29 invånare per kvadratkilometer. Närmaste större samhälle är Barnard Castle, 3,7 km öster om Lartington. Trakten runt Lartington består i huvudsak av gräsmarker.